# Jordi Amat
Jordi Amat Maas (* 21. März 1992 in Canet de Mar) ist ein indonesischer Fußballspieler spanischer Herkunft auf der Position eines Abwehrspielers, der vorwiegend als Innenverteidiger eingesetzt wird. Seit dem Sommer 2025 steht er beim indonesischen Erstligisten Persija Jakarta unter Vertrag.

## Vereinskarriere

### Karrierebeginn in Canet und Barcelona
Jordi Amat wurde am 21. März 1992 in der katalanischen Küstenstadt Canet de Mar, wo er auch seine ersten Lebensjahre verbrachte und im Jahre 1996 seine Fußballkarriere beim dortigen Canet FC begann, geboren. Im Jahre 1999 kam er in die Nachwuchsabteilung des spanischen Profiklubs Espanyol Barcelona, in dem er bis 2009 sämtliche Jugendspielklassen durchlief und in dieser Zeit auch erste Erfahrungen in den spanischen Nachwuchsnationalauswahlen sammelte. Ab der Saison 2009/10 wurde Amat erstmals in der B-Mannschaft des Vereins eingesetzt. Diese war, nach einer Spielzeit in der vierthöchsten Fußballliga, eben erst wieder in die spanische Drittklassigkeit aufgestiegen, schaffte jedoch abermals knapp nicht den Klassenerhalt und musste wieder den Weg in die Tercera División antreten. Jordi Amat war in dieser Saison in 17 von 38 möglich gewesenen Meisterschaftsspielen der B-Mannschaft im Einsatz und kam ab Januar 2010 auch in der Profimannschaft des Klubs zum Einsatz. Sein Ligadebüt für die Periquitos gab der 17-Jährige dabei am 24. Januar 2010, bei einem 1:1-Heimremis gegen den RCD Mallorca, als er in der 83. Spielminute für den verletzten Moisés Hurtado auf den Rasen kam. Nachdem er im übernächsten Spiel gegen Real Madrid zu einem Kurzeinsatz gekommen war, wurde es in den nachfolgenden Monaten wieder ruhiger um den Nachwuchsinnenverteidiger. Rund drei Monate später wurde er zum Saisonende hin in den letzten vier Meisterschaftsspielen von Trainer Mauricio Pochettino als Stammkraft eingesetzt und löste dabei unter anderem Nicolás Pareja ab, der geschont wurde. Mit den Profis schloss er die Saison auf dem elften Platz und damit einem Rang im Tabellenmittelfeld ab.

### Durchbruch in der Primera División
Nachdem er in den ersten Runden der Spielzeit 2010/11 noch ohne Einsatz auf der Ersatzbank saß, sollte er ab Ende September 2010 wieder als Stammkraft in der Abwehrreihe seines Teams eingesetzt werden. Da er sich jedoch beim 1:0-Sieg über CA Osasuna in der fünften Runde in der 90. Spielminute verletzte und ausgewechselt werden musste, stand er in den nachfolgenden Partien nicht mehr zur Verfügung. Erst nachdem er ab Ende Oktober wieder als Ersatzspieler auf der Bank gesessen war, schaffte er Mitte November wieder den Sprung in die Startelf. In weiterer Folge war er bis zum Saisonende, mit Ausnahme von zwei Partien, in denen er wieder auf der Ersatzbank Platz nehmen musste, und einer Begegnung, in der er gar nicht erst im Kader stand, als Stammspieler im Einsatz. Von den allgemein sehr jungen Innenverteidigern im Profikader von Espanyol in dieser Saison war er, obgleich er mit 18 Jahren auch der jüngste war, der mit 26 Ligaauftritten am meisten eingesetzte. Des Weiteren nahm er mit der Mannschaft auch an der Copa del Rey 2010/11 teil, wo er in der vierten Runde noch auf der Bank saß und in den beiden Achtelfinalbegegnungen gegen Atlético Madrid, als Espanyol Barcelona auch vom laufenden Turnier ausschied, als Stammkraft im Einsatz war. Nachdem er mit der Mannschaft über den Großteil der Saison unter den Top 5 der Liga war, beendete er mit dieser die Spielzeit auf einem achten Platz im Endklassement und verpasste damit einen Europapokal-Startplatz.
In der Saison 2011/12 verlor er seine angestammte Position an die mexikanische Neuverpflichtung Héctor Moreno, sowie an seinen aus der B-Mannschaft kommenden Landsmann Raúl Rodríguez. Obwohl er an 33 der 38 Ligaeinsätzen beteiligt war, wurde er nur in neun dieser Partien eingesetzt, und davon in lediglich sechs über die vollen 90 Minuten. Mit vier gelben und einer roten Karte, eine dieser gelben Karten erhielt er auf der Ersatzbank, fiel er auch auf disziplinärer Ebene auf, was ebenfalls nicht positiv zu seiner Einsatzstatistik in dieser Saison beitrug. Am Saisonende rangierte die Mannschaft in der teils sehr dicht gestaffelten Tabelle auf dem 14. Platz. Einzig in der Copa del Rey 2011/12 konnte Jordi Amat, dessen damaliger Vertrag bei Espanyol noch bis zum Sommer 2016 lief, zeitweilig als Stammkraft eingesetzt werden. Hierbei kam er in vier der sechs Pokalspiele seines Teams zum Einsatz und schied mit der Mannschaft aufgrund der Auswärtstorregel nur knapp im Viertelfinale gegen den CD Mirandés vom laufenden Turnier aus.

### Leihspieler bei Rayo Vallecano und Wechsel in die Premier League
Aufgrund der Aussichtslosigkeit auf einen neuerlichen Durchbruch als Stammspieler wurde der junge Innenverteidiger im Sommer 2012 für die komplette Spielzeit an den Ligakonkurrenten Rayo Vallecano verliehen. Beim Hauptstadtklub aus dem Stadtteil Vallecas stand er von Beginn an in der Startelf und saß erst im letzten Saisondrittel, als er hauptsächlich durch Jordi Figueras, aber auch durch Alejandro Gálvez, ersetzt wurde, des Öfteren auf der Ersatzbank oder war aufgrund von Gelbsperren nicht im Einsatz. Über den gesamten Saisonverlauf wurde er von Paco Jémez in 26 Ligaspielen eingesetzt und erzielte am 24. Februar 2013 bei einer 1:2-Heimniederlage gegen Real Valladolid seinen ersten Pflichtspieltreffer als Profi, machte jedoch im selben Spiel auch ein Eigentor. Das Tor für sein Team war ein Weitschuss aus rund 50 Metern Entfernung und war zudem das 600. erzielte Tor Vallecanos in der spanischen Erstklassigkeit. Mit einem achten Platz im Endklassement qualifizierte er sich mit Rayo Vallecano zwar für einen Startplatz in der Qualifikation zur UEFA Europa League 2013/14, jedoch musste das Team dem Neuntplatzierten FC Sevilla den Vorrang lassen, da es von der UEFA keine Lizenz für die Teilnahme an der Europa League erhielt.
Nach seiner Rückkehr zu Espanyol Barcelona wurde Amat am 27. Juni 2013 vom Premier-League-Klub Swansea City für eine Ablösesumme in Höhe von 2,5 Millionen Pfund für vier Jahre unter Vertrag genommen. Sein Pflichtspieldebüt für die Waliser gab der Katalane schließlich am 1. August 2013 beim 4:0-Sieg über Malmö im Hinspiel der 3. Qualifikationsrunde zur UEFA Europa League 2013/14, als er über die volle Spieldauer am Rasen war und in der 47. Minute mit einer gelben Karte verwarnt wurde. Unter Michael Laudrup aber auch unter dessen Nachfolger Garry Monk, der anfangs noch als Spielertrainer agierte, war Amat in allen 38 Ligaspielen der Spielzeit 2013/14 im Profikader, wurde jedoch nur in 17 und davon wiederum in lediglich 12 Spielen über die vollen 90 Minuten eingesetzt. Zum Saisonabschluss rangierte er mit dem Team auf Rang 12 und damit auf einem komfortablen Platz im Tabellenmittelfeld. Im weiteren Verlauf der Europa League hatte der spanische Innenverteidiger, der in der Liga auch kurzzeitig als defensiver Mittelfeldspieler eingesetzt wurde, eine Stammposition inne. Bis zum Ausscheiden der Mannschaft im Sechzehntelfinale gegen den SSC Neapel war er in der Play-off-Runde der Qualifikation und in der Gruppenphase im Einsatz und saß lediglich in den beiden Sechzehntelfinalspielen gegen die Italiener uneingesetzt auf der Ersatzbank. Auch in den drei Spielen seiner Mannschaft im FA Cup 2013/14 war Amat als Stammkraft im Einsatz, weiters auch beim frühen Ausscheiden im League Cup 2013/14.

### Verletzungspech und wenige Einsätze ab 2014/15
Nach dem Abgang von José Manuel Flores, genannt Chico, zu Michael Laudrups neuem Klub Lekhwiya in Katar sollte Jordi Amat an der Seite von Kapitän Ashley Williams ab der Saison 2014/15 zum Stammspieler in der Innenverteidigung avancieren. Jedoch verletzte er sich nach drei Einsätzen über die volle Spieldauer beim Spiel des zu diesem Zeitpunkt Zweitplatzierten gegen den erstplatzierten FC Chelsea und fiel daraufhin eineinhalb Monate aufgrund von anhaltenden Außenbandproblemen vom Spielbetrieb aus. Danach saß er ein Monat lang auf der Ersatzbank von Swansea, ehe er zwischen Dezember und Januar ein weiteres Monat erst gar nicht im Profikader aufschien. Ab Mitte Januar 2015 saß er wieder regelmäßig auf der Ersatzbank und kam dabei auch zu einer Reihe von einminütigen Kurzeinsätzen, ehe er rund zwei Monate später gegen den FC Liverpool erstmals wieder über die ganzen 90 Minuten am Rasen war. Erst eine Woche zuvor war sein im Sommer 2017 auslaufender Vertrag um ein weiteres Jahr bis Juni 2018 verlängert worden. Nachdem er in den nachfolgenden drei Ligapartien wieder auf der Bank Platz nehmen musste, setzte ihn Monk in den beiden Partien gegen Leicester City und Newcastle United im April über 90 Minuten als linker Verteidiger ein. Wie sich erst danach herausstellte, zog sich Amat in diesem Spiel einen Bruch des Mittelfußknochens zu, weshalb er für den Rest der Saison verletzungsbedingt ausfiel. Über die gesamte Saison hinweg kam der Spanier lediglich auf zehn Ligaeinsätze, sowie zwei Auftritte im FA Cup 2014/15. Mit der Mannschaft beendete er die Meisterschaft auf dem achten Tabellenplatz, dem zweitbesten Ergebnis in der Vereinsgeschichte, nach einem sechsten Platz in der Saison 1981/82, auf den bereits eine Spielzeit später der Abstieg in die damalige Zweitklassigkeit folgte.
Nachdem er die ersten Partien noch verletzungsbedingt fehlte, gab er am 25. August in der League-Cup-Partie gegen York City seine offizielles Pflichtspielcomeback. Danach wurde Amat nicht weiter von Garry Monk berücksichtigt, stand beim Ausscheiden aus dem League Cup 2015/16 nach einer 0:1-Niederlage gegen Hull City zwar in der Startelf, kam danach jedoch monatelang zu keinem Einsatz mehr. Erst nach der Übernahme durch Interimscoach Alan Curtis nahm Jordi Amat ab Mitte Dezember wieder regelmäßig auf der Ersatzbank der Waliser Platz und kam Ende des Jahres auch wieder zum Einsatz, verblieb jedoch über den Rest der Saison auf der Position des Reservisten. Dennoch wurde sein Vertrag, nach der Amtsübernahme von Francesco Guidolin am 18. Januar 2016, am 30. Januar vorzeitig um ein weiteres Jahr bis Sommer 2019 verlängert. Davor war er am 10. Januar beim Aus in der dritten Runde des FA Cup 2015/16 gegen Oxford United erstmals seit neun Monaten wieder über 90 Minuten im Einsatz. Bis dato (Stand: 23. März 2016) kam Jordi Amat 2015/16 in fünf Liga-, zwei League-Cup- und einem FA-Cup-Spiel für Swansea City zum Einsatz. Zur Saison 2018/19 wechselte er zum spanischen Verein Rayo Vallecano, bei dem Amat einige Jahre zuvor bereits im Rahmen einer Ausleihe gespielt hatte. Er schloss dort einen Vertrag über vier Jahre ab. In dieser Saison spielte Vallecano in der Primera División, der obersten spanischen Liga, stieg aber als Tabellenletzter zum Saisonende in die Segunda División ab.

### Belgien und Malaysia
Für die Saison 2019/20 wurde er an den belgischen Erstdivisionär KAS Eupen verliehen. Nach Ende der Saison wechselte er endgültig nach Eupen. In der Saison 2021/22 bestritt er 27 von 34 möglichen Spielen für Eupen und lief auch als Kapitän auf. Nach Saisonende im April 2022 wurde bekanntgegeben, dass sein zum Saisonende auslaufender Vertrag nicht verlängert wird. Kurze Zeit später gab dann der malaysische Erstligist Johor Darul Ta’zim FC die Verpflichtung Amats bekannt. Am Ende der Saison 2022 und 2023 feierte er mit dem Verein die malaysische Meisterschaft sowie den Gewinn des FA Cups.

### Wechsel nach Indonesien
Im Juli 2025 gab Persija Jakarta die Verpflichtung von Amat bekannt.

## Nationalmannschaftskarriere
Seine ersten Einsätze für eine spanische Fußballnachwuchsnationalmannschaft hatte Amat im Januar 2008, als er erstmals in der spanischen U-16-Nationalelf eingesetzt wurde, für die er in zwei Länderspielen zum Einsatz kam. Ebenfalls ab diesem Jahr war er auch regelmäßig eingesetzter Spieler der spanischen U-17 Nationalmannschaft. Mit Spielern wie Jon Aurtenetxe, Sergi Gómez, Koke, Marc Muniesa, Iker Muniain, Isco, Borja Bastón, Pablo Sarabia, Sergi Roberto oder Álvaro Morata nahm er unter Ginés Meléndez an der U-17-Fußball-Weltmeisterschaft 2009 in Nigeria teil, wo er selbst in fünf der sieben Spiele Spaniens eingesetzt wurde und mit dem Team den dritten Platz hinter Vizeweltmeister Nigeria und Weltmeister Schweiz erreichte. Zwischen 2008 und 2009 kam Amat in elf U-17-Länderspielen zum Einsatz und erzielte dabei einen Treffer. Nach zwei Länderspieleinsätzen für Spaniens U-18-Auswahl Anfang des Jahres 2010 kam er im gleichen Jahr in den von Luis Milla trainierten U-19-Kader. In diesem kam er unter Milla und ab 2011 wieder unter Meléndez in insgesamt sieben Spielen zum Einsatz.
Unter Julen Lopetegui kam der damals 19-Jährige im Frühjahr 2011 in die spanische U-20-Nationalmannschaft, mit der er, nach dem Absolvieren von zwei freundschaftlichen Länderspielen, von Juli bis August 2011 an der U-20-Weltmeisterschaft in Kolumbien teilnahm. Dort wurde er in drei der fünf Länderspiele Spaniens eingesetzt und unterlag mit dem Team im Viertelfinale im Elfmeterschießen gegen die Alterskollegen aus Brasilien. Ebenfalls 2011 schaffte der junge Innenverteidiger den Sprung in die U-21-Auswahl seines Heimatlandes, wurde jedoch nicht für die Europameisterschaften 2011 in Dänemark und 2013 in Israel berücksichtigt, kam aber dennoch in den Jahren 2011 bis 2014 auf 15 Länderspieleinsätze für Spanien U-21 und war an zwei EM-Qualifikationen beteiligt. Sein letztes U-21-Länderspiel war ein 1:1-Remis gegen Österreich am 9. September 2014. Weiters wurde Amat, nachdem er sämtliche spanischen Nachwuchsnationalmannschaften durchlaufen hatte, von Johan Cruyff in die Katalanische Fußballauswahl berufen. In dieser gab er am 30. Dezember 2011 sein Debüt, als er beim 0:0-Remis gegen Tunesien in der zweiten Spielhälfte nach der Halbzeitpause für Sergio Busquets auf den Rasen kam. Rund ein Jahr später kam er beim nächsten Länderspiel der Katalanen, einem 1:1-Remis gegen Nigeria, abermals über eine Halbzeit zum Einsatz.
Ende 2022 gab Amat bei der Südostasienmeisterschaft sein Debüt für die indonesische Nationalmannschaft.

## Erfolge
Johor Darul Ta’zim FC
- Malaysischer Meister: 2022, 2023
- Malaysischer Pokalsieger: 2023